# سياماجوري
سیاماجوري، (بالإنجليزية: Siamaggiore)‏، (سردينيا: Siamajori)، هي بلدية، في مقاطعة أوريستانو في إقليم سردينيا الإيطالي، وتقع على بعد حوالي 90 كم (56 ميل) شمال غرب كالياري، وحوالي 7 كيلومترات (4 ميل) شمال شرق أوريستانو،.

## السكان
في سنة 1861 بلغ عدد السكان 728 نسمة، وتطور العدد ليصل في سنة 2011 لـ 970 نسمة.
يظهر هذا المخطط البياني تطور النمو السكاني لـ سياماجوري